# 鎮 (ベトナム)
鎮（ベトナム語：Trấn / 鎮）は、かつて存在したベトナムの広域地方行政区画である。

## 陳朝
陳朝には天関鎮（長安鎮）・広威鎮（国威鎮）・天興鎮（沱江鎮）・太原鎮・諒山鎮（諒江鎮）・宣光鎮・清都鎮（清化鎮）・望江鎮（演州鎮）・西平鎮（新平鎮）・順化鎮・雲屯鎮・乂安鎮（臨安鎮）などの鎮があった。これらは現在のベトナムの省、日本の都道府県に相当するような広域をカバーしていた。

## 黎朝
黎朝（後黎朝）の黎聖宗のとき、全国を十三承宣に区分した後、承宣を処と改め、各所に対応する軍事政区を「鎮」、対応する監察政区を「道」と呼んだ。このため、十三承宣は十三処・十三鎮・十三道とも呼ばれる。
洪順年間からベトナムは戦乱が絶えず、各鎮の軍事官の権力はますます強くなり、民政事務を兼ねるようになった。中興黎朝（後黎朝の後期）の保泰2年（1721年）、冗官の解任を理由に、高・宣・興・諒の四つの外鎮の二司と府県の役人を解任し、すべての事務は各鎮官に任せた。

### 沿革
後黎朝の十三鎮は山南鎮・山西鎮・京北鎮・海陽鎮・安邦鎮・諒山鎮・太原鎮・宣光鎮・興化鎮・清華鎮・乂安鎮・順化鎮・広南鎮。
莫朝が建てられると、黎朝の旧臣は清華や乂安で反莫を掲げて黎朝を守ろうとした。莫朝は概ね、山西・山南・海陽・京北・太原・諒山・安邦の7つの鎮を占拠し、黎朝は清華・乂安・興化・宣光の4つの鎮を占拠し、その他の町は阮主によって占拠された。莫朝は同時に清華鎮2府を清華外鎮と呼び、黎朝が支配した地域を清華内鎮と呼んだ。以来、清華鎮には清華外鎮と清華内鎮の区別がある。
永治2年（1677年）、黎朝は莫朝の残存政権を滅ぼし、高平鎮を増設した。景興2年（1741年）、黎朝は山南鎮を山南上鎮と山南下鎮とに分割した。このため黎朝には14鎮がある。

## 西山朝
西山朝は黎朝の区割を継承して14鎮はそのままにし、鎮の上位機関として北城（城）を設け、皇室の近親者が北城の総鎮を務めることで諸鎮を統轄した。

## 阮朝
嘉隆元年（1802年）、阮朝がベトナムを統一した。同年、嘉定府は嘉定鎮となった。その後も阮朝は各地で再編を行って新たに鎮を設けていった。明命12年（1831年）の行政区画改革の始まる前は、阮朝には以下の27鎮があった。
山南鎮（もと山南上鎮）・南定鎮（もと山南下鎮）・山西鎮・海陽鎮・北寧鎮（もと京北鎮）・広安鎮（もと安広鎮）・太原鎮・高平鎮・諒山鎮・宣光鎮・興化鎮・寧平鎮（もと清華外鎮）・清華鎮（もと清華内鎮）・乂安鎮・広平鎮・広治鎮・広南鎮・広義鎮・平定鎮・富安鎮・平和鎮・平順鎮・辺和鎮・藩安鎮・定祥鎮・永隆鎮・河僊鎮